# Amt Golßener Land
Amt Golßener Land (baix sòrab Gólišynski kraj ) és un amt ("municipalitat col·lectiva") del districte de Dahme-Spreewald, a Brandenburg, Alemanya. Té una extensió de 166,17 km² i una població de 4.757 habitants (2007). Limita a l'oest i al nord amb el districte de Teltow-Flaeming, a l'est amb l'Amt Unterspreewald i al sud amb la ciutat de Luckau. La seu és a Golßen. El burgmestre és Ursula Schadow (CDU).

## Subdivisions
L'Amt Golßener Land és format pels municipis:
1. Drahnsdorf - (Droganojce)
2. Golßen - (Gólišyn)
3. Kasel-Golzig - (Kózle-Chółm)
4. Steinreich